# Най-богатите хора в света
Световните милиардери (на английски: The World's Billionaires) е годишно класиране по документирана нетна стойност на най-богатите милиардери в света, съставено и публикувано ежегодно през март от американското бизнес списание Forbes. Списъкът е публикуван за първи път през март 1987 г. Общата нетна стойност на всеки човек в списъка се изчислява и се посочва в щатски долари въз основа на техните документирани активи и отчитане на дълга. Монарси и диктатори, чието богатство идва от техните позиции, са изключени от тези списъци.Тази класация е индекс на най-богатите документирани лица, като се изключат и класират тези с богатство, които не могат да бъдат напълно установени.
През 2018 г. в списъка фигурират 2 208 лица, нови 259 предимно от Китай и САЩ; 63 под 40 годишна възраст и рекорден брой от 256 жени.Средната нетна стойност на списъка беше 4,1 милиарда долара, над 350 милиона повече от 2017 г. Общата нетна стойност на богатството на милиардерите за 2018 г. е 9,1 трилиона долара и 7,67 трилиона щатски долара през 2017 г.Към 2018 г. основателят на Microsoft Бил Гейтс оглави списъка 18 пъти за последните 24 години, докато основателят на Amazon Джеф Безос става първият милиардер с над 100 милиарда включен в класацията. През 2017 г. Марк Зукърбърг е единственият човек в списъка на топ 10-те милиардери под 50-годишна възраст, и единственият в списъка на първите 20 милиардери на възраст под 40 години.
Според доклад на Bloomberg News през 2017 г. 500-те най-богати хора в света станаха по-богати с 1 трилион долара.Според доклад на Oxfam за 2017 г., осемте най-богати милиардери притежават толкова сборно богатство, колкото „най-бедната половина от човечеството“.

## Методология
Всяка година Forbes наема екип от повече от 50 репортери от различни страни, които да проследяват дейността на най-богатите хора в света. Предварителните проучвания се изпращат на онези, които могат да се класират за списъка. Според Forbes се получават три вида отговори – някои хора се опитват да надуят богатството си, други си сътрудничат, но пропускат подробности, а други отказват да отговарят на всякакви въпроси. След това се проверяват бизнес сделки и се правят оценки на ценните активи – земя, домове, превозни средства, произведения на изкуството и др. Интервютата се провеждат, за да се проверят данните и да се подобри оценката на притежанията на дадено лице. И накрая, позициите в публично търгувани акции се предлагат на пазара на дата приблизително месец преди публикуването. Частните дружества се определят от преобладаващото съотношение цена към продажби или цена/печалба. Известният дълг се изважда от активите, за да се получи окончателна оценка на приблизителната стойност на дадено лице в щатски долари. Тъй като цените на акциите се колебаят бързо, истинското богатство и класирането на даден човек към момента на публикуването може да варира в зависимост от положението им при съставянето на списъка.
Семейните богатства, разпръснати на голям брой роднини, се включват само ако притежанията на тези индивиди са на стойност повече от милиард долара. Въпреки това, когато жив човек е разпръснал богатството си на непосредствени членове на семейството, той се включва в един списък, при условие че е все още жив.Кралски семейства и диктатори, чието богатство зависи от заеманата позиция винаги се изключват от тези списъци.
Годишното класиране се публикува ежегодно през март, така че изброените нетни стойности са моментни снимки, направени по това време. Тези списъци показват само топ 10 на най-богатите милиардери за всяка година.

## 2022 г.
| No. | Име          | Чисти активи (USD) | Възраст | Гражданство | Източник на богатство |
| --- | ------------ | ------------------ | ------- | ----------- | --------------------- |
| 1   | Илон Мъск    | $219 млрд.         | 50      | САЩ         | Tesla                 |
| 2   | Джеф Безос   | $177 млрд.         | 58      | САЩ         | Amazon                |
| 3   | Бернар Арно  | $158 млрд.         | 73      | Франция     | LVMH                  |
| 4   | Бил Гейтс    | $129 млрд.         | 66      | САЩ         | Microsoft             |
| 5   | Уорън Бъфет  | $118 млрд.         | 91      | САЩ         | Berkshire Hathaway    |
| 6   | Лари Пейдж   | $111 млрд.         | 49      | САЩ         | Alphabet Inc.         |
| 7   | Сергей Брин  | $107 млрд.         | 48      | САЩ         | Alphabet Inc.         |
| 8   | Лари Елисън  | $106 млрд.         | 77      | САЩ         | Oracle Corporation    |
| 9   | Стив Болмър  | $91.4 млрд.        | 66      | САЩ         | Microsoft             |
| 10  | Мукеш Амбани | $90.7 млрд.        | 64      | Индия       | Reliance Industries   |

## 2021 г.
В 35-ия годишен списък на Forbes на световните милиардери списъкът включва 2755 милиардери с общо нетно богатство от 13,1 трилиона долара, което е с 660 члена и 5,1 трилиона долара повече в сравнение с 2020 г.
| No. | Име            | Чисти активи (USD) | Възраст | Гражданство | Източник на богатство |
| --- | -------------- | ------------------ | ------- | ----------- | --------------------- |
| 1   | Джеф Безос     | $177.0 млрд.       | 57      | САЩ         | Amazon                |
| 2   | Илон Мъск      | $151.0 млрд.       | 49      | САЩ         | Tesla                 |
| 3   | Бернар Арно    | $150.0 млрд.       | 73      | Франция     | LVMH                  |
| 4   | Бил Гейтс      | $124.0 млрд.       | 65      | САЩ         | Microsoft             |
| 5   | Марк Зукърбърг | $97 млрд.          | 36      | САЩ         | Facebook              |
| 6   | Уорън Бъфет    | $96 млрд.          | 90      | САЩ         | Berkshire Hathaway    |
| 7   | Лари Елисън    | $93 млрд.          | 76      | САЩ         | Oracle Corporation    |
| 8   | Лари Пейдж     | $91.5 млрд.        | 48      | САЩ         | Alphabet Inc.         |
| 9   | Сергей Брин    | $89 млрд.          | 47      | САЩ         | Alphabet Inc.         |
| 10  | Мукеш Амбани   | $84.5 млрд.        | 63      | Индия       | Reliance Industries   |

В Пекин има най-много милиардери 100 на брой с 33 повече само за тази година. В Ню Йорк живеят 99 милиардери и водеше класацията през последните седем години. По нетно състояние е все още първи с 80 милиарда щатски долара. В САЩ живеят най-много милиардери 724, втори е Китай с 698 с 210 повече от миналата година. Новите милиардери за тази година са 493 на брой - по един нов на всеки 17 часа. Общо 106 от милиардерите са на възраст под 40 години, като 2/3 от тях са жени. Богатството на милиардерите се е увеличило повече през последните 17 месеца, отколкото през последните 15 години.
През октомври Илон Мъск става най-богатият в класацията с 255,2 милиарда долара, след като Tesla получава огромна поръчка от 100 000 автомобила от компанията за коли под наем Hertz. Това покачва личното му състояние с 25,6 милиарда долара, след като акциите на Tesla се покачиха с 12,6% в резултат на сделката и компанията влезе в клуба на трилионерите. Джеф Безос остава втори в този момент със състояние от 193,3 милиарда долара, а третият Бернар Арно и семейството с 186,5 милиарда долара.
Следват:
- 4. Бил Гейтс: 135,2 милиарда долара
- 5. Лари Елисън: 130,5 милиарда долара
- 6. Лари Пейдж: 118,2 милиарда долара
- 7. Марк Зукърбърг: 117,6 милиарда долара
- 8. Сергей Брин: 113,9 милиарда долара
- 9. Уорън Бъфет: $105,2 милиарда долара
- 10. Мукеш Амбани: 100,9 милиарда долара

На 4 ноември за един ден поради покачване акциите на Tesla, богатството на Илон Мъск достига 340 милиарда долара.

## 2020 г.
В 34-тия годишен списък на Forbes на световните милиардери списъкът включва 2095 милиардери с общо нетно богатство от 8 трилиона долара, което е с 58 члена и 700 милиарда долара по-малко в сравнение с 2019 г. Списъкът е съставен на 18 март.
| No. | Име                  | Чисти активи (USD) | Възраст | Гражданство | Източник на богатство |
| --- | -------------------- | ------------------ | ------- | ----------- | --------------------- |
| 1   | Джеф Безос           | $113.0 млрд.       | 56      | САЩ         | Amazon                |
| 2   | Бил Гейтс            | $98.0 млрд.        | 64      | САЩ         | Microsoft             |
| 3   | Бернар Арно          | $76.0 млрд.        | 71      | Франция     | LVMH                  |
| 4   | Уорън Бъфет          | $67.5 млрд.        | 89      | САЩ         | Berkshire Hathaway    |
| 5   | Лари Елисън          | $59.0 млрд.        | 75      | САЩ         | Oracle Corporation    |
| 6   | Амансио Ортега Гаона | $55.1 млрд.        | 84      | Испания     | Inditex, Zara         |
| 7   | Марк Зукърбърг       | $54.7 млрд.        | 35      | САЩ         | Facebook              |
| 8   | Джим Уолтън          | $54.6 млрд.        | 71      | САЩ         | Уолмарт               |
| 9   | Алис Уолтън          | $54.4 млрд.        | 70      | САЩ         | Уолмарт               |
| 10  | С. Робсън Уолтън     | $54.1 млрд.        | 77      | САЩ         | Уолмарт               |

## 2019 г.
В 33-тия годишен списък на Forbes на световните милиардери списъкът включва 2153 милиардери с общо нетно богатство от 8,7 трилиона долара, което е с 55 члена и 400 милиарда долара по-малко в сравнение с 2018 г. САЩ продължават да имат най-много милиардери в света с рекорд от 609, докато Китай спадна до 324 (без Хонконг, Макао и Тайван). Кайли Дженър, на 21 години, бе включена в списъка за 2019 г. за първи път и е най-младият милиардер в света.
| No. | Име                  | Чисти активи (USD) | Възраст | Гражданство | Източник на богатство      |
| --- | -------------------- | ------------------ | ------- | ----------- | -------------------------- |
| 1   | Джеф Безос           | $131 млрд.         | 55      | САЩ         | Amazon                     |
| 2   | Бил Гейтс            | $96.5 млрд.        | 63      | САЩ         | Microsoft                  |
| 3   | Уорън Бъфет          | $82.5 млрд.        | 88      | САЩ         | Berkshire Hathaway         |
| 4   | Бернар Арно          | $76.0 млрд.        | 70      | Франция     | LVMH                       |
| 5   | Карлос Слим Елу      | $64.0 млрд.        | 79      | Мексико     | América Móvil, Grupo Carso |
| 6   | Амансио Ортега Гаона | $62.7 млрд.        | 82      | Испания     | Inditex, Zara              |
| 7   | Лари Елисън          | $62.5 млрд.        | 74      | САЩ         | Oracle Corporation         |
| 8   | Марк Зукърбърг       | $62.3 млрд.        | 34      | САЩ         | Facebook                   |
| 9   | Майкъл Блумбърг      | $55.5 млрд.        | 77      | САЩ         | Blumberg                   |
| 10  | Лари Пейдж           | $50.8 млрд.        | 45      | САЩ         | Alphabet Inc.              |

## Географско разпределение
Топ-10 страни с най-голямо количество милиардери
| №  | Страна                     | Брой милиардери | сборно богатство |
| -- | -------------------------- | --------------- | ---------------- |
| 1  | САЩ                        | 705             | $3013 млрд.      |
| 2  | Китай                      | 285             | $996 млрд.       |
| 3  | ФРГ                        | 146             | $442 млрд.       |
| 4  | Русия                      | 102             | $355 млрд.       |
| 5  | Великобритания             | 97              | $209 млрд.       |
| 6  | Швейцария                  | 91              | $240 млрд.       |
| 7  | Хонконг                    | 87              | $259 млрд.       |
| 8  | Индия                      | 82              | $284 млрд.       |
| 9  | Саудитска Арабия           | 57              | $147 млрд.       |
| 10 | Франция                    | 55              | $195 млрд.       |
| 10 | Обединени арабски емирства | 55              | $165 млрд.       |

Докато броят на милиардерите в световен мащаб е намалял с 5,4% през 2018 г., той нараства с почти 4% в САЩ, от 680 на 705 лица. Въпреки че общото богатство на милиардерите в САЩ е спаднало с около 5%, то все пак надвишава това на следващите осем най-богати страни. Според Wealth X милиардерите на Китай, Германия, Русия, Великобритания, Швейцария, Хонконг, Индия и Саудитска Арабия имат общо 2,9 трилиона долара, докато американските милиардери имат над 3 трилиона долара.
„На фона на засилената нестабилност на пазара, глобалното търговско напрежение и забавянето на икономическия растеж, общото богатство на световните милиардери спадна със 7% до 8,6 трилиона долара“, докато американските милиардери са се представяли по-добре от другите по света благодарение на намаленията на данъците и „стабилните печалби на фирмите“.
Сан Франциско има значително повече милиардери на жител от всеки друг град – с един милиардер на 11 600 жители. Ню Йорк, Дубай и Хонконг следват съответно от 2 до 4 място.
- Милиардерите все повече се събират общо в градове – първите 15 милиардерски града събират почти 30% от глобалното милиардерско население през 2018 г.
- Почти всички от топ 15 държави по милиардерско население отбелязват спад с изключение на САЩ, Великобритания, Русия и Франция.
- Филантропията е водеща страст или хоби сред милиардерите – секторът с нестопанска цел е основен за 4,8% от милиардерите; след като консолидират богатството си, много милиардери правят пълен преход към изграждане на филантропско наследство.

## 2018 г.
В 32-рия годишен списък на Forbes на милиардерите, съвкупното богатство на първите 20 най-богати хора на Земята възлиза на около 13 процента от общото богатства на милиардерите.В списъка са включени рекордният брой от 2 208 милиардери с общо богатство от 9,1 трилиона долара, което е 18% повече от 2017 г. За първи път Джеф Безос бе посочен като топ милиардер поради повишаващата се цена на акциите на Amazon, с рекордна годишна печалба от 35 милиарда долара, откакто Forbes започна проследяването през 1987 г. САЩ води с най-много милиардери – 585 на брой, докато Китай догонва с 476, включително Хонконг, Макао и Тайван; без тях са 372 милиардери. Forbes изключи Ал-Уалид бин Талал и всички останали саудитски милиардери поради липсата на точни оценки на богатството им в резултат на чистката в Саудитска Арабия през периода 2017 – 2019 г.
| No. | Име                  | Чисти активи (USD) | Възраст | Гражданство | Източник на богатство      |
| --- | -------------------- | ------------------ | ------- | ----------- | -------------------------- |
| 1   | Джеф Безос           | $112 млрд.         | 54      | САЩ         | Amazon                     |
| 2   | Бил Гейтс            | $90 млрд.          | 62      | САЩ         | Microsoft                  |
| 3   | Уорън Бъфет          | $84 млрд.          | 87      | САЩ         | Berkshire Hathaway         |
| 4   | Бернар Арно          | $72 млрд.          | 69      | Франция     | LVMH                       |
| 5   | Марк Зукърбърг       | $71 млрд.          | 33      | САЩ         | Facebook                   |
| 6   | Амансио Ортега Гаона | $70 млрд.          | 81      | Испания     | Inditex, Zara              |
| 7   | Карлос Слим Елу      | $67.1 млрд.        | 78      | Мексико     | Америка Мовил, Grupo Carso |
| 8   | Чарлз Кох            | $60 млрд.          | 82      | САЩ         | Koch Industries            |
| 9   | Дейвид Кох           | $60 млрд.          | 77      | САЩ         | Koch Industries            |
| 10  | Лари Елисън          | $58.5 млрд.        | 73      | САЩ         | Oracle Corporation         |

## 2007 г.
По страни
- САЩ – 415
- Германия – 55
- Русия – 53

946 души са милиардери през 2007 година
- Първите пет най-богати
- Бил Гейтс
- Уорън Бъфет
- Карлос Слим Елу
- Ингвар Кампрад
- Лакшми Митал

- 1. Бил Гейтс от САЩ – 56 млрд. долара
- 2. Уорън Бъфет от САЩ – 52 млрд. долара
- 3. Карлос Слим Елу от Мексико – 49 млрд. долара
- 4. Ингвар Кампрад от Швеция – 33 млрд. долара
- 5. Лакшми Митал от Индия – 32 млрд. долара
- 6. Шелдън Аделсън, САЩ, 26.5 млрд. долара
- 7. Бернар Арно от Франция – 26 млрд. долара
- 8. Амансио Ортега от Испания – 24 млрд. долара
- 9. Ли Кашин от Хонгконг – 23 млрд. долара
- 10. Лорънс Елисън, САЩ, 21.5 млрд. долара
- 11. Лилиан Бетанкур, Франция, 20.7 млрд. долара (най-високо класираната жена)
- 12. Принц Алуалед Бин Талал Алсауд, Саудитска Арабия, 20.3 млрд. долара
- 13. Мукеш Амбани, Индия, 20.1 млрд. долара
- 14. Карл Албрехт, Германия, 20 млрд. долара
- 15. Роман Абрамович, Русия, 18.7 млрд. долара

„в списъка на най-богатите хора в света има 83 жени.“

## 2008 г.
Брой милиардери по страни
- 1. САЩ – 199
- 2. Русия – 87
- 3. Германия – 59

В света през 2008 има 1125 милиардери. Двадесет от тях са с над 20 млрд. долара състояние.
- Първите пет най-богати
- Уорън Бъфет
- Карлос Слим Елу
- Бил Гейтс
- Лакшми Митал
- Мукеш Амбани

- 1. Уорън Бъфет, САЩ, 62 млрд. долара
- 2. Карлос Слим Елу, Мексико, 60 млрд. долара
- 3. Бил Гейтс, САЩ, 58 млрд. долара
- 4. Лакшми Митал, Индия, 45 млрд. долара
- 5. Мукеш Амбани, Индия, 43 млрд. долара
- 6. Анил Амбани, Индия, 42 млрд. долара
- 7. Ингвар Кампрад (и семейството му), Швеция, 31 млрд. долара
- 8. КП Синг, Индия, 30 млрд. долара
- 9. Олег Дерипаска, Русия, 28 млрд. долара
- 10. Карл Албрехт, Германия, 27 млрд. долара
- 11. Ли Ка-шинг, Китай, 26.5 млрд. долара
- 12. Шелдън Аделсън, САЩ, 26 млрд. долара
- 13. Бернард Арнолт, Франция, 25.5 млрд. долара
- 14. Лорънс Елисън, САЩ, 25 млрд. долара
- 15. Роман Абрамович, Русия, 23.5 млрд. долара
- 16. Тео Албрехт, Германия, 23 млрд. долара
- 17. Лилиан Бетанкур, Франция, 22.9 млрд. долара (най-високо класираната жена)
- 18. Алексей Мордшов, Русия, 21.2 млрд. долара
- 19. Принц Алуалед Бин Талал Алсауд, Саудитска Арабия, 21 млрд. долара
- 20. Микаил Фридман, Русия, 20.8 млрд. долара

## 2009 г.
Брой милиардери по страни
- Първите пет най-богати
- Бил Гейтс
- Уорън Бъфет
- Карлос Слим Елу
- Лорънс Елисън
- Ингвар Кампрад

- 1. Бил Гейтс, САЩ, 40 млрд. долара
- 2. Уорън Бъфет, САЩ, 37 млрд. долара
- 3. Карлос Слим Елу, Мексико, 35 млрд. долара
- 4. Лорънс Елисън, САЩ, 22.5 млрд. долара
- 5. Ингвар Кампрад (и семейството му), Швеция, 22 млрд. долара
- 6. Карл Албрехт, Германия, 21.5 млрд. долара
- 7. Мукеш Амбани, Индия, 20 млрд. долара
- 8. Лакшми Митал, Индия, 19.3 млрд. долара
- 9. Тео Албрехт, Германия, 18.8 млрд. долара

## 2010 г.
Брой милиардери по страни
- Първите пет най-богати
- Карлос Слим Елу
- Бил Гейтс
- Уорън Бъфет
- Мукеш Амбани
- Лакшми Митал

- 1. Карлос Слим Елу, Мексико, 53.5 млрд. долара
- 2. Бил Гейтс, САЩ, 53 млрд. долара
- 3. Уорън Бъфет, САЩ, 47 млрд. долара
- 4. Мукеш Амбани, Индия, 29 млрд. долара
- 5. Лакшми Митал, Индия, 27.7 млрд. долара
- 6. Лорънс Елисън, САЩ, 28 млрд. долара
- 7. Бернард Арнолт, Франция, 27.5 млрд. долара

## 2011 г.
Брой милиардери по страни
- Първите пет най-богати
- Карлос Слим Елу
- Бил Гейтс
- Уорън Бъфет
- Бернард Арнолт
- Лорънс Елисън

- 1. Карлос Слим Елу, Мексико, 74 млрд. долара
- 2. Бил Гейтс, САЩ, 56 млрд. долара
- 3. Уорън Бъфет, САЩ, 50 млрд. долара
- 4. Бернард Арнолт, Франция, 41 млрд. долара
- 5. Лорънс Елисън, САЩ, 39.5 млрд. долара
- 6. Лакшми Митал, Индия, 31.1 млрд. долара
- 7. Амансио Ортега от Испания – 31 млрд. долара

## Други
Основателят на социалната мрежа Facebook Марк Зукърбърг се класира на 35 място със състояние от 17,5 милиарда долара. В рамките на една година той е забогатял с 4 милиарда долара.
В списъка на Forbes присъстват още имена като Ринат Ахметов, Майкъл Дел, Владимир Лисин, Лари Пейдж, Джордж Сорос, Владимир Потанин, Роман Абрамович, Силвио Берлускони, Джорджо Армани и др.
Общият брой на милиардерите в света отчете рекордните 1226 души, като средно на всеки се падат по 3,7 милиарда долара. Това е с 16 повече в сравнение с предходната година. Всички тези хора, сред които има и 104 милиардерки, притежават богатство, оценявано на общо 4,6 трилиона долара.
Най-голям е броят на милиардерите в САЩ – 425 души. Кметът на Ню Йорк Майкъл Блумбърг (основател на едноименна компания за финансова информация) също е сред тях. Той има 22 милиарда долара и преминава от 30 на 20 място в класацията. Русия има 96 милиардери, а Китай – 95. В Ню Йорк са съсредоточени 58 милиардери, в Лондон – 39, а в Москва – 78.
Според класацията, най-големият губещ сред милиардерите е индийският бизнесмен Лакшми Митал (президент на Арселор Митал). През 2011 г. той е изгубил 10,4 милиарда долара и за първи път от 2004 г. насам изпада от челната десетка.
Общо милиардерите в класацията са от 58 страни. Мароко прави дебют с трима милиардери. Сред жените на най-високо място се нарежда американката Кристи Уолтън със състояние от 25,3 милиарда долара. Тя е на 11 място в класацията и за седма поредна година е най-богатата жена в света.
През 2017 година списание „Forbes“ обяви, че списъкът на милиардерите в света е нараснал на 2043 души. Общото състояние всичките 2043 милиардери от списъка възлиза на 7,67 трилиона долара.

## Най-богатите хора на всички времена
Със състояние от около 400 милиарда долара Манса Муса I от Мали, първият крал на Тимбукту е един от най-богатите хора в историята, извличайки богатството си от огромните находища на сол и злато в страната си, които представлявт половината от световните доставки по негово време. Муса управлява Малийската империя в Западна Африка в началото на 14-ти век. Построява стотици джамии по целия континент, много от които оцеляват и до днес.
Втори със състояние между 300 и 400 милиарда долара в днешни пари в класацията е император Николай Александрович Романов (Николай II). The Independent отбелязва, че след канонизирането му от Руската православна църква той е и най-богатият светец в историята.
Като се изключат кралете, принцовете и онези, които са наследили богатството си, списъкът на най-богатите хора в света е доминиран от така наречените барони-разбойници от Америка от 19-ти и началото на 20-ти век.
Джон Рокфелер е първият човек с нетна стойност от над 1 милиард долара в парите за времето си. В края на живота състоянието му достига 340 милиарда долара в днешни пари, почти 2% от общата икономическа продукция на САЩ.
С приблизително състояние от 310 милиарда долара в днешни пари, стоманодобивният магнат и съвременникът на Рокфелер Андрю Карнеги продава своята Carnegie Steel Company на JP Morgan за 480 милиона долара през 1901 г..
Автомобилният пионер Хенри Форд, който се превръща в нарицателно за американското предприемачество, притежава около 199 милиарда долара в края на живота си през 1947 г.